# Franjevačka crkva i samostan sv. Ante na Poljudu
Franjevačka crkva i samostan sv. Ante na Poljudu u Splitu nalazi se na sjevernoj strani splitskog poluotoka, u uvali u Kaštelanskom zaljevu. Titular crkve je Uznesenja Marijina, a po svetištu posvećenom sv. Anti kolokvijalno se i crkva i samostan nazivaju po spomenutom svecu.

## Povijest
Na mjestu današnjeg samostana podigao je oko 1020. godine splitski nadbiskup Pavao crkvu Sv. Marije Poljudske (lat. S. Maria de Palude) i ostavio je, zajedno sa zemljištem svom ocu, splitskom prioru Prestanciju. Crkvu i zemljište naslijedio je njegov sin Crni (Črni, Černe), također splitski prior, a nakon njegove smrti dobio ju je njegov sin Dabro, opat benediktinskog samostana na Poljudu. Otada, od druge polovice 11. stoljeća, crkvom su upravljali benediktinci iz samostana Sv. Stjepana na Sustipanu.
U 15. stoljeću sustipansku opatiju, crkvu i posjede na Poljudu dobio je učeni humanist i ekumenist kardinal Bazil Bessarion († 1472.) koji je dozvolio franjevcima da uz zapuštenu crkvu i hospicij podignu samostan. Splitsko gradsko vijeće je 2. srpnja 1449. godine dopustilo franjevcima izgradnju peći za vapno i sječu grmlja na Marjanu radi gradnje samostana. U drugoj polovici 15. stoljeća obnovljena je crkva posvećena Uznesenju Blažene Djevice Marije kao jednostavna, jednobrodna crkva dvoranskog tipa.
U 16. stoljeću dograđene su dvije bočne kapele na južnoj strani, a izgrađen je i klaustar, smješten sjeverno od crkve. Na zapadnoj strani klaustra izgrađena je četverokutna kula kao dio obrambenog sklopa koji je štitio crkvu i samostan od napada Turaka. Turci su po Gašparu Vinjaliću pokušali napasti samostan ali su ga branili franjevci i Morlaci.
Crkva je u 17. stoljeću temeljito preuređena u baroknom stilu. Tada su podignuti brojni mramorni oltari, od kojih se po obliku i vrsnoći izvedbe isticao glavni oltar iz 1678. godine a u 18. stoljeću sagrađen je zvonik prislonjen na južnu stranu crkve.
Unatoč preinakama i obnovama, ovaj graditeljski sklop sačuvao je dobrim dijelom svoj izvorni izgled što ga čini navrednijom gotičko-renesansnom cjelinom u gradu Splitu.
Danas je u tijeku izgradnja svetišta sv. Ante.

## Klaustar
Klaustar je sagrađen u prvim desetljećima 16. stoljeća i smješten je, prema pravilu, sjeverno od crkve. U sredini je cisterna s dvije krune; jedna s grbom splitskog kneza i mletačkog plemića Vittoria Delfina iz 1453., a druga je s franjevačkim grbom iz 18. stoljeća. Uokolo renesansni kanelirani piloni nose krov trijema. Uz istočni i južni zid trijema poredane su nadgrobne ploče koje su se nekoć nalazile u crkvi. Te nadgrobne ploče u samostanskom klaustru najveća su i najznačajnija zbirka renesansne sepulkralne plastike u Splitu. Pripadaju uglavnom splitskim plemićkim obiteljima Alberti, Benedetti, Cuteis, Capogrosso, Florio, Marulić, Petrachis i drugima, a podignute su krajem 15. i u prvoj polovici 16. stoljeća.

## Muzejska zbirka
Premda broj izložaka nije velik, muzejska zbirka u poljudskom samostanu čuva nekoliko dragocjenih umjetnina. Ističu se portret biskupa Tome Nigrisa kojeg je 1527. izradio Lorenzo Lotto, Iluminacija iz Psaltira koju je ispisao i oslikao fra Bone Razmilović (Radmilović) (1626. – 1678.), dva raspela fra Fulgencija Bakotića (1716. – 1792.), gotička lađica za tamjan iz 15. stoljeća, slika sv. Ante Padovanskog s Djetetom (17. st.) i dr.

## Knjižnica
Samostanska knjižnica znamenita je po broju sačuvanih inkunabula (čak 26). Osim toga, tu se čuvaju i brojna izdanja hrvatskih pisaca, među kojima i Marulićev Evanđelistar iz 1516. godine, dok je od rukopisa najvrjedniji Gospin plač iz 15. stoljeća.
Sredinom travnja 2019. franjevci opservanti su u samostanskoj knjižnici pronašli trideset knjiga Marka Marulića, među njima i inkunabule (tiskane do 1500. godine) iz osobne biblioteke Marka Marulića, s njegovim bilješkama na marginama i nekoliko ilustracija. Nađeno je trideset inkunabula i knjiga tiskanih od 1471. do 1522. godine različitog sadržaja: nekoliko izdanja Biblije, klasična rimska djela, izdanja s područja teologije, pravne znanosti, čak i medicine i dr.
Uočio se i Marulićev sitnoslikarski dar, jer su u knjigama našli brojne crtane ukrase, manicule i vitice, inicijale i dva veća crteža.Vijest je pred uskim krugom zainteresiranih štovatelja i stručnjaka za Marulovo djelo iznio Zvonko Pandžić. Djela su otkrivena nakon što se nedavno prije otkrića prionulo ka sistematizaciji knjižnica i arhiva u suradnji s Gradskom knjižnicom Marka Marulića. Dotad su djela bila klasificirana po sustavu veličine knjige, stare knjige, kodeksi i nova izdanja. U ime franjevaca opservanata bili su zaduženi fra Šime Škibola i Bernardin Škunca, te jedna knjižničarka. Znali su da je Marulić oporučno samostanu na Poljudu ostavio nekoliko knjiga iz svoje knjižnice. Dolaskom Zvonka Pandžića mnogo se promijenilo, Pandžić je prema Marulićevu rukopisu na marginama otkrio da je mnogo više ostavljeno knjiga nego se mislilo, te je zasad izdvojio trideset takvih volumena. Vjerojatno je nešto ostavio i konventualcima u crkvi sv. Frane na obali.

## Zaštita
Zaštićeno su kulturno dobro. Na adresi su Topuska ul. 38. Pod oznakom Z-4685 zavedeni su kao nepokretno kulturno dobro - pojedinačno, pravna statusa zaštićena kulturnog dobra, klasificiranog kao sakralna graditeljska baština .